# Madonna del Popolo (Marino)
(Girolamo Torquati, Della prodigiosa figura di Maria Santissima del Rosario che si venera in Marino nella Basilica di San Barnaba, p. 15., Roma 1863.)
La Madonna del Popolo (ufficialmente chiamata Maria Santissima del Rosario, anticamente nota come Maria Santissima di Santa Lucia) è una prodigiosa immagine della Vergine Maria conservata nella Basilica di San Barnaba di Marino, in provincia di Roma, nell'area dei Castelli Romani.

## Storia

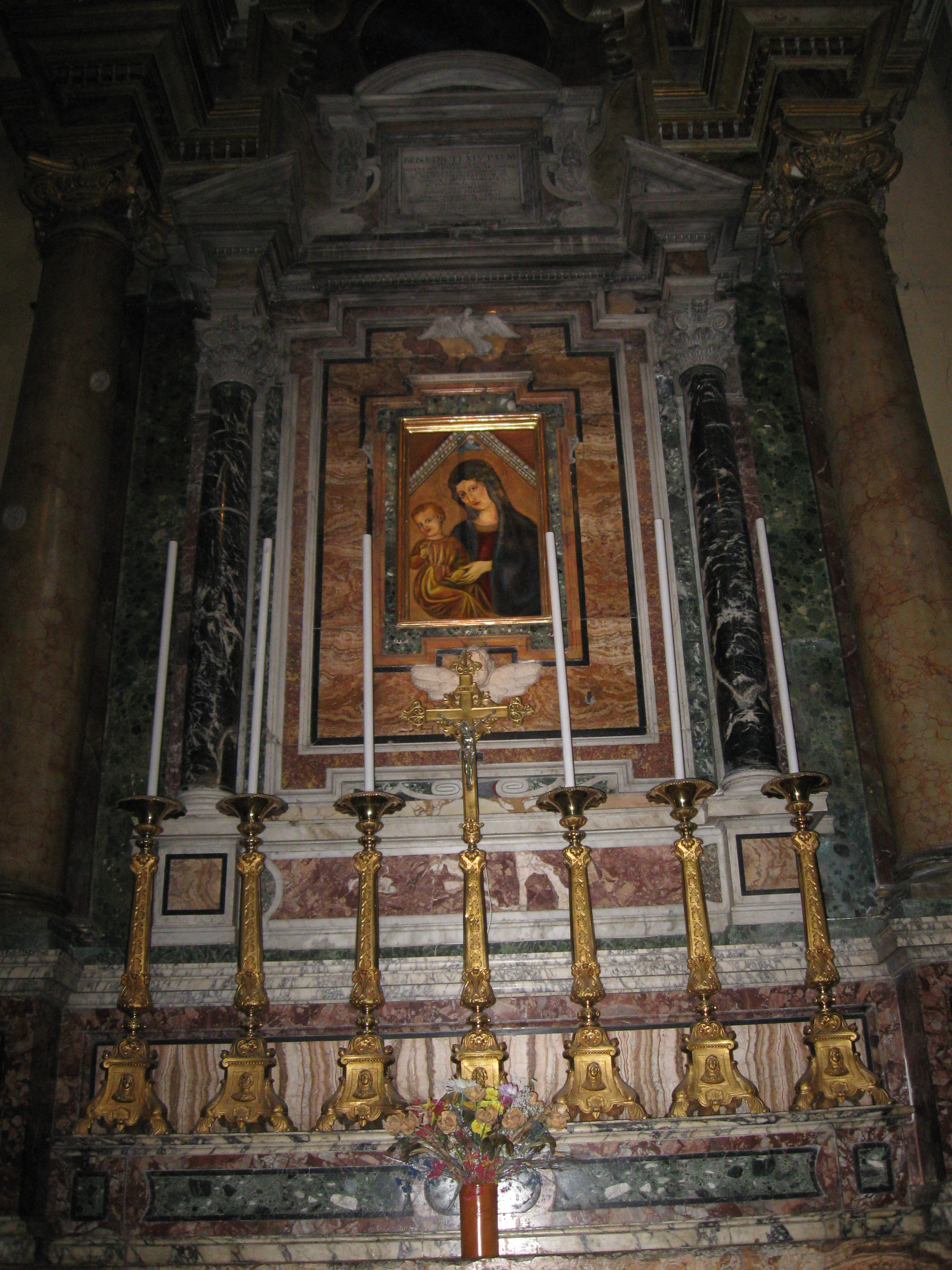
L'altare della Madonna del Popolo nella Basilica di San Barnaba.

La prima menzione dell'immagine risalirebbe ad un rogito notarile del 1280, rogato da un tale Pietro notaio in Roma, che asserisce come l'immagine stessa fosse stata portata da un esponente della famiglia Colonna a Roma da Costantinopoli, in un'epoca non meglio identificata. L'immagine venne traslata in Marino dai Colonna, forse al tempo di papa Martino V, e collocata in un monumentale altare laterale collocato nella chiesa di Santa Lucia, oggi utilizzata come Museo Civico Umberto Mastroianni. L'altare pare fosse eretto con i marmi del tempio pagano di Diana Aricina ad Aricia, secondo quanto riferiscono Flavio Biondo e Leon Battista Alberti.
Nel 1526, durante la guerra tra papa Clemente VII e l'imperatore Carlo V d'Asburgo, conflitto terminato nell'autunno dell'anno successivo con il famigerato sacco di Roma del 1527, un contingente di soldati provenienti da Velletri al soldo del Papa venne inviato a saccheggiare Marino, feudo dei Colonna fedeli agli imperiali. Nel saccheggio, la leggenda vuole che i velletrani sottrassero alla chiesa di Santa Lucia una campana e la venerata immagine della Madonna del Popolo, dando vita al detto "velletrani, rubba Madonne e rubba campane". L'immagine tuttavia ritornò da sola nel proprio posto a Marino, e subito si gridò al miracolo. Questo racconto venne raccolto nel 1648 partendo dalle testimonianze di alcuni testimoni degnissimi: Giovambattista Gagliardi, di 84 anni (nato dunque nel 1564); Bernardino Antonozzi, di anni 80 (nato nel 1568); Giovambattista De Angelis di anni 70 (classe 1578); Alfonso Manfroni di anni 76 (nato nel 1572); Cesare Farina di anni 80.
Nel 1583 gli inventari della chiesa di Santa Lucia menzionavano l'immagine come "Maria Santissima di Santa Lucia", e già da allora era attorniata da una grande aura di immagine miracolosa, e circondata da ex voto, stampelle e doni miracolosi.
Il 10 dicembre 1662 l'immagine venne traslata solennemente dalla chiesa di Santa Lucia, sconsacrata nel 1636, alla nuova parrocchiale, la Basilica Collegiata di San Barnaba. Dopo aver cantato il vespro nella Basilica di San Barnaba più presto del solito, i canonici salirono in processione alla vecchia chiesa di Santa Lucia, dove trovarono ad aspettarli la Confraternita del Gonfalone di Marino e le altre confraternite locali, il capitolo dei chierici, il clero di Albano Laziale, i frati Romitani di Marino, i Cappuccini di Santa Maria ad Nives di Palazzolo, quelli di Castel Gandolfo, di Genzano di Roma e di Velletri, i Carmelitani di Albano, il cardinal Ginneti vescovo di Albano, il vicario generale della diocesi di Albano monsignor Carlo Taurigi, e tutta la famiglia Colonna al gran completo. Le autorità laiche e religiose erano tutelate da 70 alabardieri.
Si intonò l'Ave maris stella e la processione partì al seguito della Madonna montata su un baldacchino offerto dal Connestabile Colonna. Infine percorso l'attuale Corso Trieste, all'epoca chiamato Strada Larga, l'immagine venne depositata nel suo altare, nella terza campata sulla destra. Nei tre giorni seguenti venne celebrato un solenne triduo.
La Madonna del Popolo venne più volte invocata dal popolo marinese per vari motivi, per lo più strettamente connessi alla principale attività economica del luogo, la vitivinicoltura: nel 1632, nel 1643 e nel 1655 venne invocata la Madonna perché mantenesse un tempo clemente, mentre nel 1638 si chiese la pioggia; anche la fine della pestilenza del 1656, che a Marino stroncò oltre metà della popolazione, venne salutata come un dono della Madonna del Popolo. Nel 1672 i marinesi richiesero alla stessa Madonna la fine delle piogge eccessive, nel 1685 invece volevano la pioggia; lo stesso accadde negli anni 1734, 1755, 1761 e 1791. Nel 1837 la popolazione marinese accordò alla Madonna del Popolo il privilegio di aver salvato la città dalla grave epidemia di colera che si era abbattuta sulla zona. 
Nella notte tra venerdì 17 novembre e sabato 18 novembre 1911 l'immagine fu soggetta ad un furto sacrilego: i ladri entrarono nella Basilica da una porticina laterale nel coro e portarono via buona parte degli ornamenti più preziosi e degli ex voto. I colpevoli del furto furono identificati quasi immediatamente in tre anarchici, due marinesi, Tullo Ostilio Ciaglia ed Enrico Testa, e un forestiero, Proietti Giovanni. Furono condannati a tre anni di reclusione.
Un secondo furto sacrilego si verificò pochi anni dopo, nel 1914, ed i ladri penetrarono nella Basilica sempre dalla stessa porticina, rimasta incustodita per "insipienza del Clero". Vennero trafugati i preziosi sopravvissuti alla prima rapina: i colpevoli stavolta non vennero identificati.
Negli anni ottanta, ignoti ladri trafugarono l'immagine stessa: non è stata ancora ritrovata, e quella che oggi viene venerata nell'altare è una copia moderna.

## Descrizione
L'icona è dipinta su una tavoletta rettangolare di legno, che lo storico marinese Girolamo Torquati dice dello spessore di quattro dita
, e raffigura una Madonna che tiene in braccio il Bambino su campo dorato. L'iconografia è di foggia orientale, perciò parrebbe confermata l'ipotesi che qualche avventuriero della famiglia Colonna partito per le crociate in Oriente riportò in patria l'immagine come bottino di guerra. Nel 1755 la tavoletta lignea era talmente divenuta friabile che venne rinforzata sul retro con un impasto di pece per impedirne il disfacimento. Ulteriori, e più moderni, restauri furono eseguiti nel secondo dopoguerra, dopo i danneggiamenti dovuti al bombardamento anglo-americano del 2 febbraio 1944. Il restauro venne eseguito dal professor Giuseppe Grassi, fratello dell'allora abate parroco Guglielmo Grassi, a titolo completamente gratuito, mentre sarebbero costati oltre £ 80.000. Il 25 agosto 1948 la Madonna del Popolo tornò trionfalmente nel suo altare nella Basilica di San Barnaba.
Numerosi arredi preziosi erano stati accumulati nei secoli attorno all'icona: oltre alle decine di ex voto e doni votivi, erano preziosi un manto blu con stelline dorate donato da Ippolita Gonzaga, consorte di Ascanio I Colonna, e due croci d'oro donate rispettivamente dal cardinale Ascanio II Colonna e dal cardinale Girolamo Colonna. Tutti questi tesori furono però trafugati nei due furti sacrilegi cui andò soggetta l'icona, nel 1911 e nel 1914. Dalla ricollocazione dell'immagine nel 1948, non sono più stati aggiunti doni votivi o preziosi all'icona.